# Elevador da Bica

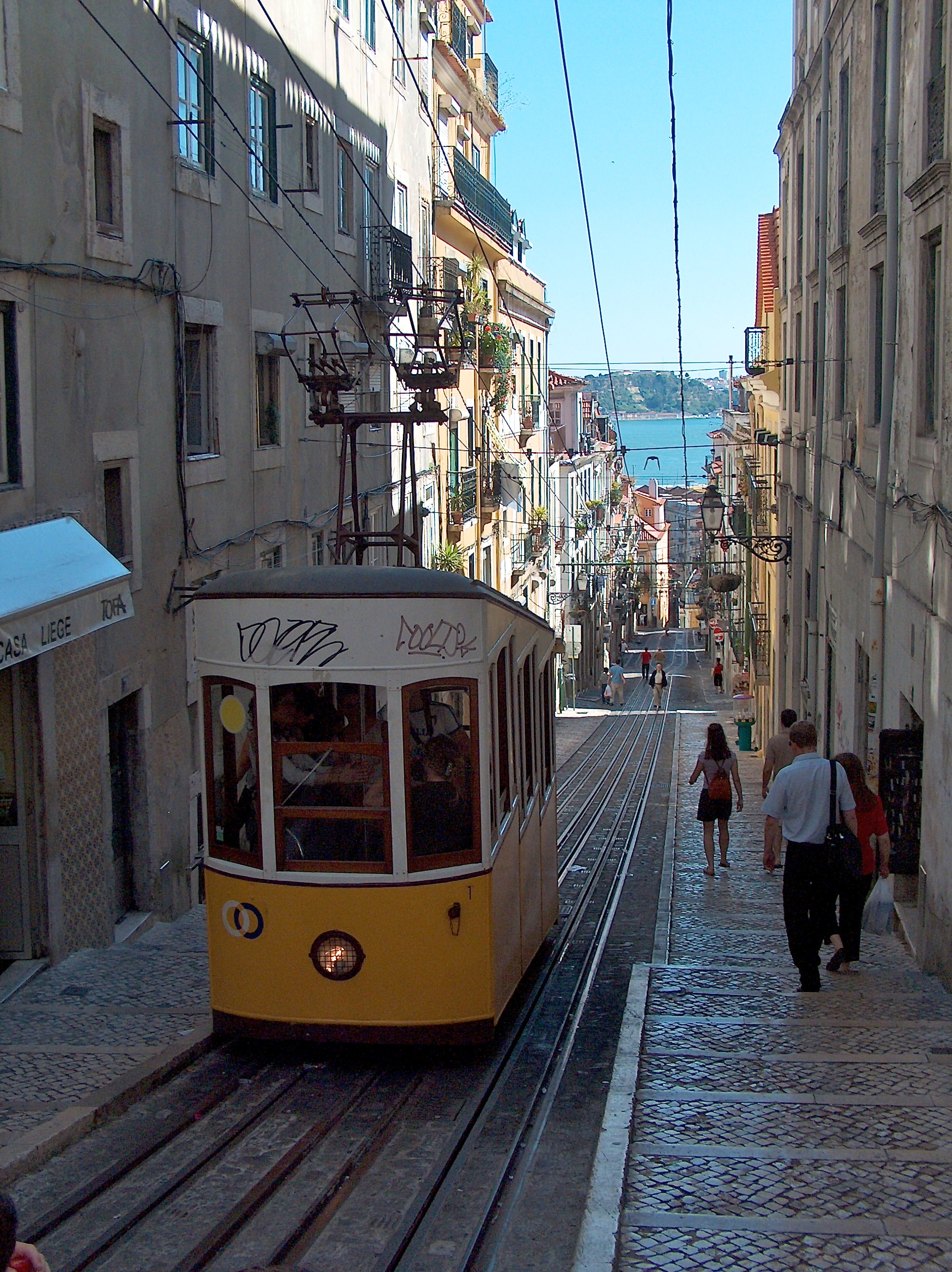
Panorama der Linie

Der Elevador da Bica (auch: Ascensor da Bica) ist eine von drei Standseilbahnen in Lissabon. Er verläuft durch die Rua da Bica de Duarte Belcio im öffentlichen Straßenraum und verbindet die Rua de São Paulo mit dem in der Oberstadt gelegenen Largo do Calhariz. Auf einer Länge von 260 Metern überwindet er dabei einen Höhenunterschied von 45 Metern.

## Geschichte

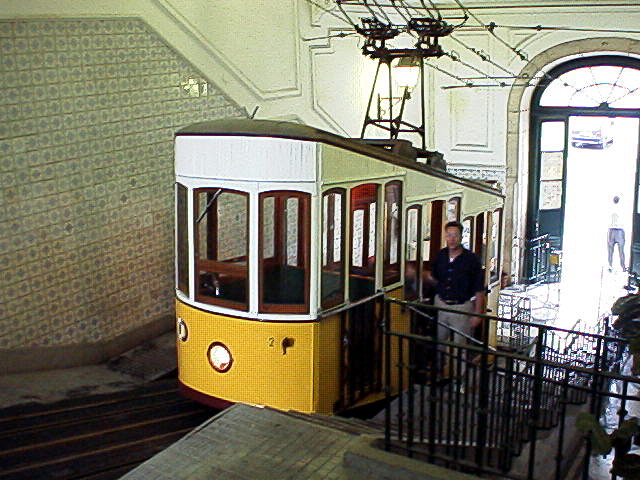
Eingang in der Rua de São Paulo, innen

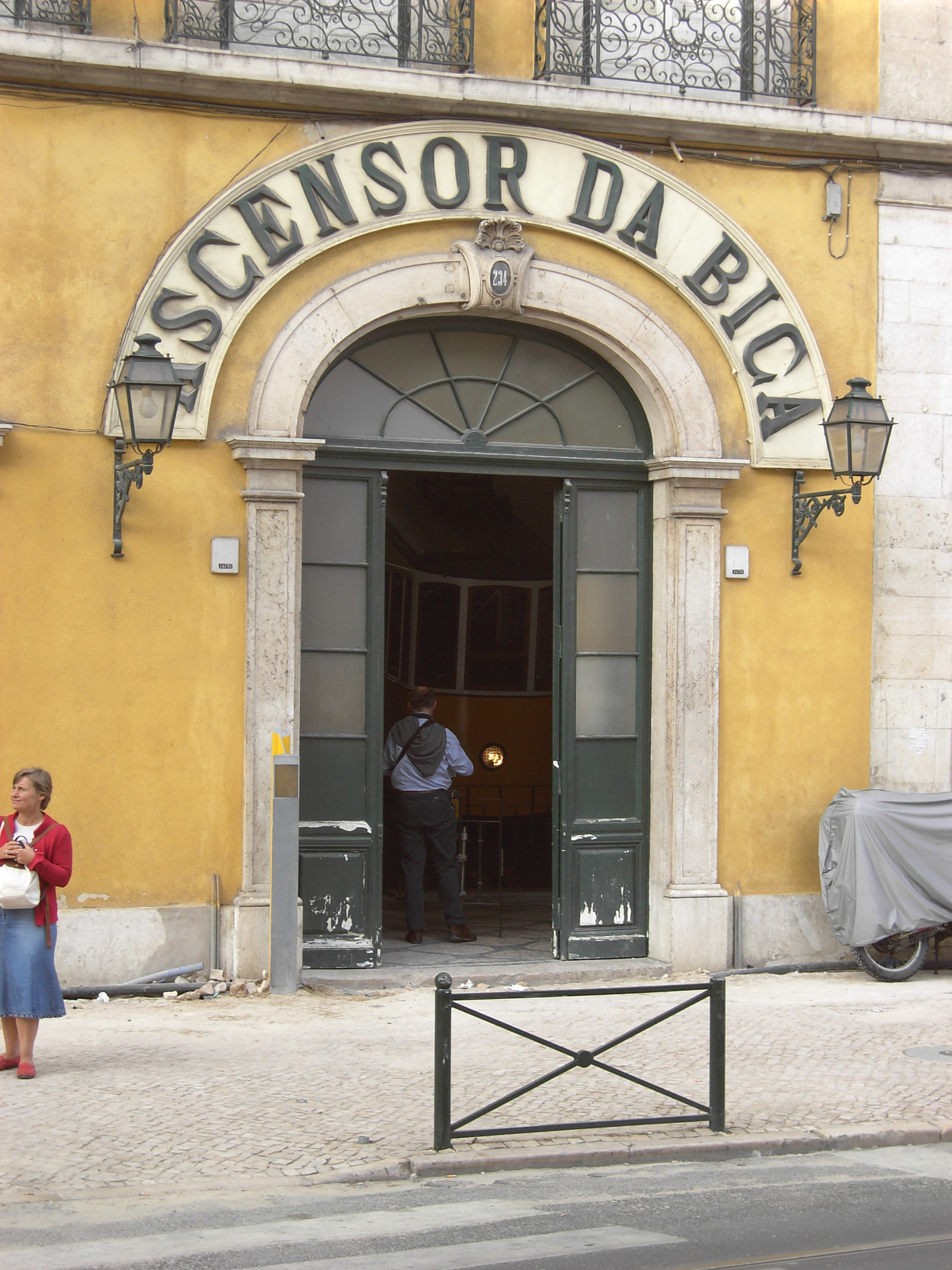
Eingang in der Rua de São Paulo, außen

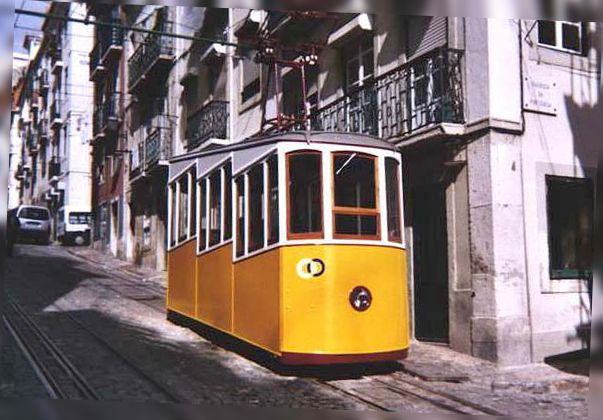
Ansicht eines Wagens (2002)

Konstruiert wurde die Seilbahn durch den portugiesischen Ingenieur Raoul Mesnier du Ponsard, der auch für ähnliche Projekte verantwortlich zeichnete. Sie ging am 28. Juni 1892 in Betrieb. Ursprünglich wurde sie mittels Wasserballast angetrieben, 1896 auf Dampf umgestellt und schließlich 1914 elektrifiziert. Nach einem Unfall 1916 blieb der Betrieb für neun Jahre unterbrochen.
Im Februar 2002 wurde der Elevador zum Monumento Nacional erklärt.
Der Elevador da Bica ist eine klassische Standseilbahn mit der Fördermaschine an der Bergstation und der durchschnittlichen Steigung angepassten Wagen in Stufenform. Wegen des Streckenverlaufes im Straßenraum laufen die Wagen auf Rillenschienen, statt der sonst üblichen Abtschen Ausweichen bestehen ober- und unterhalb der Ausweichstelle in Streckenmitte Gleisverschlingungen. Das Zugseil läuft in je einem Kanal unterhalb der Straßenoberfläche.